# Markus Weinberg
Markus Weinberg (* 4. Oktober 1983 in Dresden) ist Journalist, Filmemacher und ein ehemaliger deutscher Radrennfahrer.
Markus Weinberg fuhr 2006 und 2007 für das deutsche Continental Team Team Notebooksbilliger.de. In seinem zweiten Jahr dort konnte er jeweils zwei Etappen der tunesischen Tour de la Pharmacie Centrale sowie bei dem russischen Etappenrennen Way to Pekin für sich entscheiden. 2013 gewann er eine Etappe der Tour du Faso.

## Erfolge
2007
- zwei Etappen Tour de la Pharmacie Centrale
- zwei Etappen Way to Pekin

2013
- eine Etappe Tour du Faso

## Filmographie
- 2016:  Mythos der Arena (Kurzfilm – Regie, Kamera)
- 2019: Die Mission der Lifeline (Dokumentation – Regie, Kamera)
- 2019: Heading East – Abenteuer TransOst (Dokumentation – Idee, Kamera, Redaktion)
- 2022: Wie klingt Heimat (Kurzfilmreihe – Regie, Drehbuch)
- 2022: Das Limit bin nur ich (Dokumentation – Regie, Buch, Kamera, Produktion)
- 2022: Kirgisistan – Über den Wolken (Kurzfilm – Regie, Redaktion, Kamera)